# Post Pop Depression
Post Pop Depression — семнадцатый студийный альбом Игги Попа, выпущенный 18 марта 2016 года лейблом Loma Vista. Продюсером записи выступил лидер группы Queens of the Stone Age Джош Хомме, на чьей студии и велась запись. Работа над альбомом велась в условиях секретности и помимо Хомме к записи был также привлечен ещё один участник Queens of the Stone Age Дин Фертита и барабанщик Arctic Monkeys Мэтт Хелдерс.

## Запись
Непосредственная работа над альбомом началась в январе 2015 года. Началась она с того, что Поп послал Хомме текстовое сообщение с вопросом о совместном сотрудничестве. После разговора по телефону Поп переслал некоторые наработки текстов и заметки о совместной работе с Дэвидом Боуи. Три месяца спустя Хомме написал ответ и они договорились о совместной записи песен в студии. К началу студийной работы у музыкантов не было законченных, написанных заранее песен, а были только лишь наработки и идеи их совместной реализации. Игги Поп описал запись, как «обсуждение вопросов о том, что происходит, когда вы становитесь бесполезным, и примиряетесь со своим наследием».
Работа над девятью песнями альбома велась с 12 января по 9 марта 2015 года в студиях Rancho De La Luna расположенной в Джошуа Три, Калифорнии, где музыканты записывались около двух недель, и на Pink Duck Studios в городе Бербанк, около недели. Поп и Хомме финансировали запись из личных средств. Дин Фертита записал гитару и клавишные, в то время как Мэтт Хелдерс записал барабанные партии. Позднее Хомме заявил, что подготовка к выходу альбома Post Pop Depression стала одной из тех вещей, которая помогла ему справиться с психологическими последствиями теракта в концертном зале «Батаклан» в ноябре 2015 года.
Первая песня с готовящегося к выходу альбома, Gardenia, была презентована 21 января 2016 года на американском ток-шоу «Позднее шоу со Стивеном Кольбером». Композиция сразу попала на 26 позицию в списке «Взрослых альтернативных песен».
Полностью Post Pop Depression был выпущен 18 марта 2016 года. Альбом дебютировал под номером 17 на Billboard 200 что стало самым высоким показателем Игги Попа в чартах США. Аналогичные позиции альбом занял и в других странах. К этому времени Поп и Хомме уже начали тур в поддержку альбома, выступив 9 марта в Лос-Анджелесе. За ним, в мае того же года, последовал европейский тур. Во время гастролей к Попу и Хомме также присоединились Дин Фертита и Мэтт Хелдерс, причастные к записи, а также Мэтт Суини в качестве бас-гитариста и Трой Ван Лювен, аккомпанирующий на гитаре.

## Список композиций
| №                   | Название                | Длительность |
| ------------------- | ----------------------- | ------------ |
| 1.                  | «Break into Your Heart» | 3:54         |
| 2.                  | «Gardenia»              | 4:14         |
| 3.                  | «American Valhalla»     | 4:38         |
| 4.                  | «In the Lobby»          | 4:14         |
| 5.                  | «Sunday»                | 6:06         |
| 6.                  | «Vulture»               | 3:57         |
| 7.                  | «German Days»           | 4:47         |
| 8.                  | «Chocolate Drops»       | 3:58         |
| 9.                  | «Paraguay»              | 6:25         |
| Общая длительность: | Общая длительность:     | 42:13        |

## Отзывы критиков
| Совокупная оценка    | Совокупная оценка |
| Источник             | Оценка            |
| -------------------- | ----------------- |
| Metacritic           | 79/100            |
| Оценки критиков      |                   |
| Источник             | Оценка            |
| Allmusic             | [ 14 ]            |
| Clash                | 8/10              |
| Entertainment Weekly | A-                |
| The Independent      | [ 2 ]             |
| Mojo                 | [ 17 ]            |
| NME                  | 5/5               |
| Paste                | 7.6/10            |
| Pitchfork            | 6.9/10            |
| Rolling Stone        | [ 20 ]            |
| Slant Magazine       | [ 21 ]            |

Post Pop Depression был положительно встречен музыкальными критиками. Так, на Metacritic по итогам 29 обзоров альбом получил в среднем 79 баллов из 100, что указывает на «в целом положительные отзывы». Рецензент журнала Clash, Джош Грей, дал положительную оценку в своей статье, прокомментировав «то что записано на пластинке и сам Игги Поп, это то вокруг чего крутится каждый аспект музыки» (англ. is what it says on the tin and Iggy Pop is what every aspect the music revolves around). Мэтт Уилкинсон из NME похвалил альбом и дал ему отличную оценку, назвав «интеллигентной, нахальной гаражной рок-записью, которая одержима сексом и смертью» (англ. an intelligent, sassy garage rock record that's obsessed with sex and death) и «золотом, прочно доказывающим его [Попа] гениальность» (англ. a solid gold proof of his [Pop's] genius). Стюарт Берман из Pitchfork прокомментировал «если изысканное исполнение Post Pop Depression вы пропустили, то будьте уверены, что старый расстроенный Игги не собирается уходить без боя» (англ. If Post Pop Depression ’s refined execution has you missing the more unhinged Iggy of old, rest assured, he's not going down without a fight). Энди Гилл из The Independent пишет: «Это как если бы он вырос больным и уставшим от показной респектабельности законсервированной американской чувственности и вновь возвращаясь, он снова хочет быть вашим псом» (англ. It's as if he's grown so sick and tired of the veneers of respectability cocooning American sensibilities that, reverting to type once more, he wants to be your dog again).

## Участники записи
- Iggy Pop — вокал
- Joshua Homme — вокал, гитара, бас, клавишные, перкуссия, продюсирование
- Dean Fertita — гитара, клавишные, бас
- Matt Helders — ударные, перкуссия, подпевки

## Чарты
| Chart (2016)                        | Высшая позиция |
| ----------------------------------- | -------------- |
| Австралия (ARIA)                    | 7              |
| Австрия (Ö3 Austria)                | 5              |
| Бельгия/Фландрия (Ultratop)         | 6              |
| Бельгия/Валлония (Ultratop)         | 5              |
| Дания (Hitlisten)                   | 17             |
| Нидерланды (Album Top 100)          | 5              |
| Финляндия (Suomen virallinen lista) | 3              |
| Франция (SNEP)                      | 4              |
| Германия (Offizielle Top 100)       | 8              |
| Greek Albums (IFPI Greece)          | 14             |
| Ирландия (IRMA)                     | 6              |
| Италия (Classifica album)           | 18             |
| Italian Vinyl Records (FIMI)        | 4              |
| Новая Зеландия (RMNZ)               | 11             |
| Norwegian Albums (VG-lista)         | 10             |
| Польша (ZPAV)                       | 19             |
| Португалия (AFP)                    | 12             |
| Испания (PROMUSICAE)                | 23             |
| Швеция (Sverigetopplistan)          | 13             |
| Швейцария (Schweizer Hitparade)     | 3              |
| Великобритания (UK Albums Chart)    | 5              |
| США (Billboard 200)                 | 17             |